# 죽창 삼백만 자루론
죽창 삼백만 자루론(일본어: 竹槍三百万本論 타케야리산뱌쿠만본론[*])은 일본의 육군 군인 아라키 사다오가 주장한 것으로서, 죽창이 300백만 본, 즉 300만 자루 준비되면 일본의 방위는 가능하다는 소리이다. 문헌에 따라 3만이라고도 하고 3천만이라고도 하는 등 차이가 있다.
아라키는 소위 「죽창 장군」이라는 별명의 소유자로 죽창에 관한 발언을 자주 했다. 그 중 유명한 것이 1933년 10월 당시 육군대신이던 아라키가 외국인 기자들과의 인터뷰에서 “죽창이 삼백만 자루 있으면 열강이 공포에 떨 것”이라는 발언이다. 그로부터 3개월 전인 동년 7월에는 시찰차 타고 있던 다카사키(高崎)행 열차 안에서 “국방재정상 꼭 필요한 돈도 낼 수 없는 지경이라면 육군은 죽창을 300만 자루 만들면 될 것이라고 생각한다”는 말도 남겼다.
아라키의 일련의 발언에 대한 해석은 다양하지만, 당시 일본 육군의 비과학성과 정신론을 상징하는 발언으로서 다루어지는 경우가 많다. 아라키의 죽창론이 진담이었는지 농담이었는지는 확신할 수 없지만, 태평양 전쟁 후반 전황이 악화되면서 본토결전을 이야기하는 단계가 되자 대본영 육군부가 만들어 뿌린 『국민항전필휴』라는 소책자에 보면 “총, 검은 물론 도, 창, 죽창, 낫, 쌍망이, 식칼, 연구(鳶口; 소방용 갈고리)에 이르기까지 모든 것을 백병전투용 병기로 삼으라”는 내용인 바, 결과적으로 죽창과 식칼을 동원한 항전은 현실적 대안으로 받아들여지게 되었다. 
1945년 8월 일본 제국은 포츠담 선언을 수락하고 본토결전 없이 종전을 맞이했다. 실제로 몰락 작전이 실행될 경우 해안 방어선이랄 것이 구축되어 있지 않은 일본에서는 노르망디 상륙 작전과 반대로 국민의용대를 비롯한 수비측이 속수무책으로 전멸했을 가능성이 높다.